# Selectour
Selectour est une société de type coopérative regroupant plus de 1 200 agences de voyages (dont plus de 850 portant l'enseigne Selectour) créée en 1971. 

## Historique
Selectour est créé le 20 novembre 1970 par Philippe Demonchy et 10 autres chefs d’entreprises. Le but était de créer le 1er réseau d’agences de voyages indépendantes. Son objet était alors d’étudier tous les problèmes de la distribution du voyage pour développer cette branche d’activité.
Son rôle principal étant celui de distribuer des voyages qu'il a sélectionnés, le nom de « Selectour » fut retenu. Cette appellation s’est rapidement affirmée comme un label, une véritable marque de distribution.
En 1972, le groupement d'intérêt économique (GIE) comptait déjà 43 agences et en 1980, 200 agences. En 1981, le GIE Selectour a créé la coopérative Selectour Voyages.
Le fonctionnement d'une coopérative est souvent peu connu du public : lors des assemblées générales, la participation des membres de la coopérative se traduit par « un homme, une voix » ; le système coopératif engendre également une implication des membres de l'entreprise. 
En 2010, le réseau Selectour et le réseau Afat Voyages se sont alliés. Cette union a permis au réseau Selectour Afat d'être le premier distributeur de voyages en France, avec près de 2,7 milliards d'euros de volume d'affaires (tourisme + voyages d'affaires) . La fusion a par ailleurs permis au réseau de passer en 40 ans de 43 à 1 184 agences en 2013. 
En 2016, la marque Selectour Afat a été simplifiée en Selectour. En 2017, Selectour annonce la préparation d'un plan de transformation de l'entreprise, avec l'aide du cabinet Eight Advisory, pour appréhender les nouveaux enjeux du marché.
Fin 2018, le groupe Marietton rachète des agences Selectour.
Pour la location de voitures, Selectour dispose de contrats avec les loueurs internationaux Avis, Hertz, Europcar, Enterprise et également avec le broker français Bsp Auto,.